# Unified Launch Vehicle
O Unified Launch Vehicle (ULV) é um veículo de lançamento espacial projeto pela Organização Indiana de Pesquisa Espacial (ISRO), o objetivo do ULV é a longo prazo substituir o PSLV, GSLV e LVM MK3 por um LV com estágios fundamentais comuns e propulsores sólidos com carregamento de combustível variável.

## Características
O Unified Modular Launch Vehicle da ISRO conceitua uma configuração de veículo de lançamento genérico para ser capaz de atender a exigência varia de missão para missão, variando o sistema de propulsão com vantagem de custo considerável. O Unified Launch vehicle usará um estágio semi-criogênico comum e terá as características de um veículo de lançamento descartável de classe mundial, com capacidade máxima de carga útil para a órbita de transferência geoestacionária de 6 toneladas e capacidade máxima de carga de 15 toneladas para a órbita terrestre baixa.
O desenvolvimento do veículo lançador modular Unified visa reduzir o número de módulos de propulsão para todos os três tipos de veículos de lançamento (PSLV, GSLV MK2 & LVM3). Isto significa que o veículo do núcleo seria uma configuração padrão de fases criogênicas e semi- criogênicas e em função da massa de carga útil a ser entregue em órbita, poderia ser adicionada aos impulsionadores strapon sólidos, com diferentes cargas de propulsores.